# Diamond Horseshoe Revue
La Diamond Horseshoe Revue est un spectacle de type revue présenté dans le Diamond Horseshoe Saloon de Frontierland au Magic Kingdom et son équivalent de Westernland à Tokyo Disneyland.
Ces deux attractions similaires sont inspirées de la Golden Horseshoe Revue prenant place dans le Golden Horseshoe Saloon de Disneyland.

## L'attraction

### Magic Kingdom
Le spectacle est donné dans le Diamond Horseshoe Saloon reproduisant un saloon de western
- Ouverture : 1er octobre 1971 (avec le parc)
- réouverture : 7 avril 1995[1]
- Fermeture : 1er février 2003
- Spectacles suivants
  - Diamond Horseshoe Jamboree : 1er octobre 1986 au 7 avril 1995[1]
  - Goofy's Country Dancin' Jamboree : février 2003 à 2004

### Tokyo Disneyland
Le spectacle est donné dans le Diamond Horseshoe Saloon reproduisant un saloon de western
- Ouverture : 15 avril 1983 (avec le parc)[1]